# 贾比尔·伊本·哈扬
阿布·穆萨·贾比尔·伊本·哈扬（阿拉伯语：‎，？—806年至816年间），据称是什叶派伊玛目贾法尔·萨迪克的弟子，曾在哈里发哈伦·拉希德的宫廷中服务，并写有多部作品（被统称为贾比尔文集）。目前，贾比尔文集仅存215部论述，涉及炼金术、化学、魔法与什叶派宗教哲学。然而，贾比尔文集的原始范围涵盖了天文学、宇宙学、医学、占星学、药学、动物学、植物学、形而上学、逻辑学与语法学等主题，共计3000余部论述。自10世纪后期起，便不断有人质疑贾比尔的真实性。现代研究表明，贾比尔文集不可能都是同一时代、同一作者所作。而有一种流行的说法指出：贾比尔是公元9世纪至10世纪期间，多位阿拉伯炼金术士的共用笔名。
贾比尔提出了凡是金属皆由硫、汞两元素按不同比例而组成的煉金学说，写出许多有关学科的著作，曾首先引用碱、锑等化学术语；并且记载过硝酸、王水、硝酸银、氯化铵、升汞的制法，金属的冶煉方法以及染色方法等；十四世纪后，贾比尔的作品被翻译成拉丁文传入欧洲，对后来欧洲的化学发展起到了推动作用。